# آرثر ويلكي
آرثر ويلكي (بالإنجليزية: Arthur Wilkie)‏ هو لاعب كرة قدم بريطاني في مركز حراسة المرمى، ولد في 7 أكتوبر 1942 في Woolwich ‏ في المملكة المتحدة. لعب مع نادي تشيلمسفورد.